# Петъяльское сельское поселение
Петъяльское сельское поселение (луговомар. Пӧтъял ял шотан илем) — муниципальное образование (сельское поселение) в составе Волжского района Марий Эл Российской Федерации. Административный центр поселения — деревня Петъял.

## История
Статус и границы сельского поселения установлены Законом Республики Марий Эл от 18 июня 2004 года № 15-З «О статусе, границах и составе муниципальных районов, городских округов в Республике Марий Эл».

## Численность населения поселения
| 2010  | 2011  | 2012  | 2013  | 2014  | 2015  | 2016  |
| ----- | ----- | ----- | ----- | ----- | ----- | ----- |
| 4513  | ↘4500 | ↘4360 | ↘4227 | ↘4082 | ↘4063 | ↘4036 |
| 2017  | 2018  | 2019  | 2020  | 2021  | 2023  |       |
| ↘4014 | ↘3961 | ↘3910 | ↘3891 | ↘3352 | ↘3318 |       |

## Состав поселения
В состав сельского поселения входят 18 деревень:
| №  | Населённый пункт | Тип населённого пункта          | Население |
| -- | ---------------- | ------------------------------- | --------- |
| 1  | Петъял           | деревня, административный центр | ↗829      |
| 2  | Большая Сосновка | деревня                         | ↗296      |
| 3  | Большой Олыкъял  | деревня                         | ↗99       |
| 4  | Верхний Азъял    | деревня                         | ↘195      |
| 5  | Данилкино        | деревня                         | ↘94       |
| 6  | Инерымбал        | деревня                         | ↘275      |
| 7  | Карай            | деревня                         | ↗766      |
| 8  | Кожласола        | деревня                         | ↗83       |
| 9  | Малое Иваново    | деревня                         | ↘74       |
| 10 | Малая Сосновка   | деревня                         | ↗82       |
| 11 | Малый Олыкъял    | деревня                         | →9        |
| 12 | Нагорино         | деревня                         | ↘92       |
| 13 | Нижний Азъял     | деревня                         | ↗314      |
| 14 | Пинжан Кукмор    | деревня                         | ↘87       |
| 15 | Тошнер           | деревня                         | ↘167      |
| 16 | Учейкино         | деревня                         | ↘291      |
| 17 | Чапейкино        | деревня                         | ↘72       |
| 18 | Ярамор           | деревня                         | ↗584      |